# Ванжу Маре
Ванжу Маре (рум. Vânju Mare) је варош у југозападном делу Румуније, у историјској покрајини Влашка. Ванжу Маре је једно од пет градова у жупанији Мехединци. Према попису из 2021. године имао је 2.861 становник.

## Географија
Варош Ванжу Маре налази се у средишњем делу историјске покрајине Олтеније, западног дела Влашке, око 90 km западно до Крајове.
Ванжу Маре се налази у равничарксом подручју западне Олтеније. Северно од вароши почиње прво побрђе, као претходница Карпата. Најближа река је Дунав, који протиче на 15 километара северозападно. Надморска исина насеља је око 85 метара.
Варош се простире на површини од 97,11 km².

## Становништво и насеља
| 1977. | 1992. | 2002. | 2011. | 2021. |
| ----- | ----- | ----- | ----- | ----- |
| 8.508 | 7.645 | 7.074 | 5.311 | 5.078 |

Варош Ванжу Маре је на попису 2021. године имала 5.078 становника, за 233 мање (-4,39%) од претходног пописа 2011. године када је било 5.311 становника. Од тога у насељу Ванжу Маре живи 2.861 становника (56,34%), док у осталим 2.217 становика (43,66%). Већину становништва чине Румуни (85,53%), а од мањина значајно су присутни Роми (3,72%).
| Етнички састав према попису из 2021.‍ | Етнички састав према попису из 2021.‍ | Етнички састав према попису из 2021.‍ | Етнички састав према попису из 2021.‍ | Етнички састав према попису из 2021.‍ |
| ------------------------------------ | ------------------------------------ | ------------------------------------ | ------------------------------------ | ------------------------------------ |
|                                      |                                      |                                      |                                      |                                      |
| Румуни                               | Румуни                               |                                      | 4.343                                | 85,53%                               |
| Роми                                 | Роми                                 |                                      | 189                                  | 3,72%                                |
| Остали                               | Остали                               |                                      | 5                                    | 0,10%                                |
| Непознато                            | Непознато                            |                                      | 541                                  | 10,65%                               |

### Насеља
Варош Ванжу Маре чине 5 насеља:
| Насеље            | Изворни назив | Број становника | Број становника | Број становника |
| Насеље            | Изворни назив | 2002.           | 2011.           | 2021.           |
| ----------------- | ------------- | --------------- | --------------- | --------------- |
| Букура            |               | 381             | 343             | 309             |
| Ванжу Маре        |               | 3.776           | 2.862           | 2.861           |
| Николаје Балческу |               | 949             | 718             | 664             |
| Оревица Маре      |               | 1.102           | 777             | 597             |
| Трајан            |               | 732             | 611             | 647             |
| Варош Ванжу Маре  |               | 6.940           | 5.311           | 5.078           |

## Историјски споменици
У табели су дати заштићени историјски споменици на територији вароши Ванжу Маре од којих су сви од локалног значаја.
| Историјски споменик  | Историјски споменик | Датирање                                                            | Локација     |
| -------------------- | ------------------- | ------------------------------------------------------------------- | ------------ |
| Археолошко налазиште | Насеље              | VII век п. н. е. (Халштатска култура)                               | Букура       |
| Археолошко налазиште | Насеље              | VIII—VII век п. н. е. (бронзано доба, култура Вербичоара, фаза III) | Букура       |
| Новакова бразда      | Новакова бразда     | IV век (римски период)                                              | Оревица Маре |
| Насеље               | Насеље              | Бронзано доба (култура Вербичоара)                                  | Оревица Маре |
| Археолошко налазиште | Насеље              | I—II века (Латенска култура)                                        | Оревица Маре |
| Археолошко налазиште | Утврђено насеље     | VII—VI век п. н. е. (Халштатска култура)                            | Оревица Маре |
| Камени крст          | Камени крст         | XIX век                                                             | Оревица Маре |